# دالة هيفيسايد الدرجية

اقتران هيفيسايد الدرجي، مرسوم باستخام اصطلاح منتصف القيمة العظمى

دالة هيفيسايد الدرجية (بالإنجليزية: Heaviside step function) هي دالة الخطوة الأحادية قيمتها تساوي الصفر عندما تكون الدالة سالبة أي اقل من الصفر، و تكون قيمتها تساوي 1/2 عندما تكون الدالة تساوي الصفر، و تكون قيمتها تساوي الواحد الصحيح عندما تكون الدالة أكبر من الصفر.
و صيغتها التكاملية على النحو التالي:

دالة الوحدة لهيفيسايد

{\displaystyle H(x)=\int _{-\infty }^{x}{\delta (s)}\,\mathrm {d} s}
حيث {\displaystyle {\delta (s)}} هي دالة ديراك.